# پیتر مسترسن
پیتر مسترسن (انگلیسی: Peter Bee Masterson؛ زادهٔ ۱ ژوئن ۱۹۳۴ - درگذشته ۱۹ دسامبر ۲۰۱۸) یک هنرپیشه، فیلم‌نامه‌نویس، و تهیه‌کننده اهل ایالات متحده آمریکا بود.

## گزیده فیلمشناسی
از فیلم‌ها یا برنامه‌های تلویزیونی که وی در آن نقش داشته‌است می‌توان به آثار زیر اشاره کرد.
- در گرمای شب (فیلم) (۱۹۶۷)
- کنترپوان (فیلم ۱۹۶۸) (۱۹۶۸)
- فردا (فیلم ۱۹۷۲) (۱۹۷۲)
- جن‌گیر (فیلم) (۱۹۷۳)
- سفر به بانتی‌فول (۱۹۸۵ کارگردانی)